# Microsoft 365 Copilot
Microsoft Copilot is een assistent-functie voor kunstmatige intelligentie die op 16 maart 2023 door Microsoft is geïntroduceerd. Deze tool, ontworpen voor Microsoft 365-applicaties en -services, Edge en Windows, maakt gebruik van de geavanceerde mogelijkheden van grote taalmodellen (LLM's) van  OpenAI's GPT-4. Ook Microsoft Graph gebruikt het om tekstinvoer van gebruikers om te zetten in inhoud in verschillende Microsoft 365-applicaties, waaronder Word, Excel, PowerPoint, Outlook en Teams.
Het voornaamste doel van Copilot is het verhogen van de productiviteit. 
Ondanks de potentiële voordelen zijn er publieke zorgen geuit over het potentieel van de chatbot voor hallucinaties en raciale of gendervooroordelen. Deskundigen beweren echter dat Copilot een revolutie teweeg zou kunnen brengen in de manier waarop Microsoft-gebruikers werken en samenwerken.
Microsoft heeft Copilot ook in Windows 11 geïntegreerd. Dankzij deze integratie hebben gebruikers rechtstreeks toegang tot de Windows Copilot-service via de taakbalk, waardoor de toegankelijkheid van de tool en de potentiële impact op de gebruikersproductiviteit verder worden uitgebreid.

## Functies

### Word
Volgens Microsoft kan Copilot worden gebruikt om tekst in Word-documenten te genereren en te bewerken op basis van gebruikersprompts. Gebruikers kunnen Copilot ook vragen om suggesties door te geven die de argumenten van gemarkeerde tekst versterken.

### Excel
Het bedrijf beweert ook dat Copilot gebruikers kan helpen met data-analyse in Excel-spreadsheets door gegevens op te maken, grafieken te maken, draaitabellen te genereren, trends te identificeren en informatie samen te vatten. Copilot kan gebruikers ook begeleiden bij het gebruik van Excel-opdrachten en kan formules voorstellen om gebruikersvragen te onderzoeken.

### PowerPoint
Copilot kan volgens Microsoft PowerPoint-presentaties maken die informatie samenvatten uit door de gebruiker geselecteerde Word-documenten en Excel-spreadsheets of een gebruikersprompt. Bovendien kan deze tool de presentatiestijl, tekstopmaak en animatietiming aanpassen op basis van gebruikersprompts, zodat de gebruiker geen handmatige wijzigingen hoeft aan te brengen. Copilot kan ook lange presentaties inkorten.

### Outlook
Wat Outlook betreft beweert Microsoft dat Copilot e-mails kan opstellen met verschillende lengte en toon op basis van gebruikersinvoer. Om deze e-mails op te stellen, kan Copilot relevante informatie uit andere e-mails halen. Copilot kan ook de inhoud van e-mailthreads samenvatten, waarbij de standpunten worden genoteerd van personen die betrokken zijn bij de e-mailthreads en de aandacht gevestigd wordt op vragen van anderen die nog moeten worden beantwoord.

### Teams
Microsoft stelt ook dat Copilot in Teams kan worden gebruikt om informatie voor komende vergaderingen te presenteren, vergaderingen te notuleren en debriefings te geven als gebruikers te laat aan de vergadering deelnemen. Na de vergadering kan Copilot ook de discussiepunten samenvatten, de belangrijkste acties opnoemen die tijdens de vergadering zijn besproken en vragen beantwoorden die tijdens de vergadering aan bod kwamen.

### Business Chat
Naast het rapporteren van de implementatie van Copilot in Microsoft 365-apps, heeft Microsoft ook Business Chat publiekelijk geïntroduceerd: een chatinterface die informatie uit de inhoud van alle Microsoft 365-apps haalt, inclusief documenten, presentaties, e-mails, agenda's en notities, om vragen van gebruikers te beantwoorden en andere taken uit te voeren. Copilot kan bijvoorbeeld inhoud samenvatten, informatie extraheren en actieplannen opstellen op basis van de verzamelde informatie

### OneNote
OneNote gebruikt ook prompts om plannen op te stellen, ideeën te genereren, lijsten te maken en informatie te ordenen, zodat klanten gemakkelijk kunnen vinden wat ze nodig hebben.

### Viva Learning
Viva Learning zal een chatinterface in natuurlijke taal gebruiken om gebruikers te helpen een persoonlijk leertraject te creëren, inclusief het ontwerpen van bijscholingstrajecten, het ontdekken van relevante leermiddelen en het plannen van tijd voor toegewezen trainingen.

## Marketing
Vanaf mei 2023 heeft Microsoft de chatbot getest bij 600 betalende klanten. Vanaf juli 2023 is de prijs vastgesteld op $30 per gebruiker, per maand voor Microsoft 365 E3-, E5-, Business Standard- en Business Premium-klanten.

## Ontvangst
Tom Warren, een senior editor van The Verge, heeft de gelijkenissen opgemerkt tussen Copilot en andere assistentiefeatures van Microsoft, zoals Cortana en Clippy. Naargelang grote taalmodellen zich verder ontwikkeler, gelooft Warren dat Copilot en Microsoft 365 een verandering zullen brengen in hoe gebruikers werken en samenwerken. Rowan Curran, een analist van Forrester, merkte op dat de integration van een tool zoals Copilot de gebruikerservaring kan vereenvoudigen, aangezien er geen externe tool meer nodig is om bijvoorbeeld een document samen te vatten.
Er is bezorgdheid over de snelheid waarmee Microsoft AI-aangedreven producten en investeringen uitbrengt, en dit heeft geleid tot vragen over de ethische verantwoordelijkheid bij het testen van dergelijke producten. Eén ethische zorg die het publiek heeft geuit, is dat het grote taalmodel dat door Copilot wordt gebruikt, raciale of gendervooroordelen kan versterken. Individuen, waaronder Tom Warren, hebben ook hun zorgen geuit over Copilot nadat ze getuige waren geweest van de Bing-chatbot van Microsoft die verschillende gevallen van kunstmatige hallucinaties demonstreerde.
Als antwoord op deze bezorgdheden heeft Jon Friedman, Corporate Vice President of Design and Research bij Microsoft, benadrukt dat Microsoft zich wil inzetten om te leren uit hun ervaringen met Bing en Copilot op een verantwoorde manier verder te ontwikkelen. Microsoft beweert dat het een researchteam heeft om mogelijke negatieve impact te identificeren en aan te pakken.